# Siergiej Rumiancew
Siergiej Pietrowicz Rumiancew ros. Сергей Петрович Румянцев (ur. 1755, zm. 1838) – hrabia rosyjski, członek Rady Państwa Imperium Rosyjskiego w latach 1802–1833, członek Kolegium Spraw Zagranicznych w latach 1796–1797, rzeczywisty tajny radca, poseł rosyjski w Berlinie w latach 1785–1788, poseł rosyjski w Sztokholmie w latach 1793–1795, członek honorowy Petersburskiej Akademii Nauk w 1810 roku.
W 1793 roku odznaczony Orderem Orła Białego.